# Beate Harms-Ziegler
Beate Harms-Ziegler (geboren am 20. Oktober 1949) ist eine deutsche Juristin, Rechtsanwältin, ehemalige Notarin und ehemalige Verfassungsrichterin.

## Ausbildung
Beate Harms-Ziegler studierte Rechtswissenschaften an der Universität Regensburg und an der London School of Economics. Ihre Erste und Zweite Juristische Staatsprüfung legte sie in Bayern und Berlin ab.

## Beruflicher Werdegang
Harms-Ziegler wurde 1978 wissenschaftliche Assistentin an der FU Berlin. Von 1983 bis 1990 war sie an der FU Berlin und der FHSS Berlin, der späteren Alice Salomon Hochschule Berlin,  Lehrbeauftragte.
1989 promovierte sie an der Universität Hamburg. Ab 1992 lehrte sie als Professorin an der FHSS Berlin.
Im Jahr 1989 erhielt die Juristin ihre Zulassung als Rechtsanwältin. Sie war auch zur Notarin bestellt. Sie ist Partnerin der harms-ziegler rechtsanwälte Partnerschaftsgesellschaft mbH in Berlin.
1993 wählte der brandenburgische Landtag sie zur Richterin an das Verfassungsgericht des Landes Brandenburg. Ihre Amtszeit endete 2009. Beate Harms-Ziegler war auch Richterin in Schiedsverfahren.
Ihre Schwerpunkte liegen in den Gebieten Wirtschafts- und Unternehmensrecht, Grundstücksrecht, Erbrecht, Baurecht sowie Bank- und Kapitalmarktrecht.

## Mitgliedschaften und Ämter
- Vorstandsmitglied der Stiftung Humboldt-Universität Berlin[6]
- Mitglied des Berliner Anwaltsvereins e. V.[5]

## Publikationen (Auswahl)
Die Juristin veröffentlicht zum Verfassungsrecht, zur Rechtsgeschichte und zum Zivilrecht.

### Monografien
- Illegitimität und Ehe. Illegitimität als Reflex des Ehediskurses in Preussen im 18. und 19. Jahrhundert. Schriften zur Rechtsgeschichte, Heft 51. Duncker und Humblot, Berlin 1991.